# Réactif de Belleau
Le réactif de Belleau est un composé chimique organique utilisé comme agent de thionation. 
Il est moins réactif comme agent de thionation que le réactif de Lawesson ou que les réactifs de Davy. Sa structure est identique à celle du réactif de Lawesson dans laquelle les substituants méthoxyles sont remplacés par des groupes phénoxyles.

## Thionation
La réaction de thionation convertit un carbonyle en thiocarbonyle.

### Mécanisme
Les sites actifs de la molécule sont activés par l'ouverture du cycle central formé par les phosphores et les soufres. Cette ouverture se fait principalement par voie thermique.